# Patricia Bermúdez
Patricia Alejandra Bermúdez (ur. 5 lutego 1987) – argentyńska zapaśniczka walcząca w stylu wolnym. Dwukrotna olimpijka. Zajęła siedemnaste miejsce w Londynie 2012 (kategoria 48 kg) i piąte w Rio de Janeiro 2016 (kategoria 48 kg).
Siódma na mistrzostwach świata w 2022. Brązowa medalistka igrzysk panamerykańskich w 2011 i siódma w 2019. Ośmiokrotnie na podium mistrzostw panamerykańskich, złoty medal w 2012. Medalistka igrzysk Ameryki Południowej w 2010 i 2014. Mistrzyni Ameryki Południowej w 2013, 2014 i 2015 roku.